# イングランドのサッカーの優勝チーム一覧
イングランドのサッカーの優勝チーム一覧は、イングランドの国内サッカーリーグで優勝したチームの一覧である。

## 歴代優勝クラブ

### 1888-1892
| 年度    | 優勝チーム               |
| ------- | ------------------------ |
| 1888-89 | プレストン・ノースエンド |
| 1889-90 | プレストン・ノースエンド |
| 1890-91 | エヴァートン             |
| 1891-92 | サンダーランド           |

### 1892-1920
| 年度    | ディビジョン1                | ディビジョン2              |
| ------- | ---------------------------- | -------------------------- |
| 1892-93 | サンダーランド               | スモールヒース             |
| 1893-94 | アストン・ヴィラ             | リヴァプール               |
| 1894-95 | サンダーランド               | ベリー                     |
| 1895-96 | アストン・ヴィラ             | リヴァプール               |
| 1896-97 | アストン・ヴィラ             | ノッツ・カウンティ         |
| 1897-98 | シェフィールド・ユナイテッド | バーンリー                 |
| 1898-99 | アストン・ヴィラ             | マンチェスター・シティ     |
| 1899-00 | アストン・ヴィラ             | ザ・ウェンズデイ           |
| 1900-01 | リヴァプール                 | グリムズビー・タウン       |
| 1901-02 | サンダーランド               | ウェスト・ブロムウィッチ   |
| 1902-03 | ザ・ウェンズデイ             | マンチェスター・シティ     |
| 1903-04 | ザ・ウェンズデイ             | プレストン・ノースエンド   |
| 1904-05 | ニューカッスル・ユナイテッド | リヴァプール               |
| 1905-06 | リヴァプール                 | ブリストル・シティ         |
| 1906-07 | ニューカッスル・ユナイテッド | ノッティンガム・フォレスト |
| 1907-08 | マンチェスター・ユナイテッド | ブラッドフォード・シティ   |
| 1908-09 | ニューカッスル・ユナイテッド | ボルトン                   |
| 1909-10 | アストン・ヴィラ             | マンチェスター・シティ     |
| 1910-11 | マンチェスター・ユナイテッド | ウェスト・ブロムウィッチ   |
| 1911-12 | ブラックバーン               | ダービー・カウンティ       |
| 1912-13 | サンダーランド               | プレストン・ノースエンド   |
| 1913-14 | ブラックバーン               | ノッツ・カウンティ         |
| 1914-15 | エヴァートン                 | ダービー・カウンティ       |
| 1915-16 | 第一次世界大戦により中止     | 第一次世界大戦により中止   |
| 1916-17 | 第一次世界大戦により中止     | 第一次世界大戦により中止   |
| 1917-18 | 第一次世界大戦により中止     | 第一次世界大戦により中止   |
| 1918-19 | 第一次世界大戦により中止     | 第一次世界大戦により中止   |
| 1919-20 | ウェスト・ブロムウィッチ     | トッテナム                 |

### 1920-1921
| 年度    | ディビジョン1 | ディビジョン2        | ディビジョン3      |
| ------- | ------------- | -------------------- | ------------------ |
| 1920-21 | バーンリー    | バーミンガム・シティ | クリスタル・パレス |

### 1921-1958
| 年度    | ディビジョン1                | ディビジョン2                | ディビジョン3（北部）      | ディビジョン3（南部）      |
| ------- | ---------------------------- | ---------------------------- | -------------------------- | -------------------------- |
| 1921-22 | リヴァプール                 | ノッティンガム・フォレスト   | ストックポート             | サウサンプトン             |
| 1922-23 | リヴァプール                 | ノッツ・カウンティ           | ネルソン                   | ブリストル・シティ         |
| 1923-24 | ハダースフィールド・タウン   | リーズ・ユナイテッド         | ウルヴァーハンプトン       | ポーツマス                 |
| 1924-25 | ハダースフィールド・タウン   | レスター・シティ             | ダーリントン               | スウォンジー・シティ       |
| 1925-26 | ハダースフィールド・タウン   | ザ・ウェンズデイ             | グリムズビー・タウン       | レディング                 |
| 1926-27 | ニューカッスル・ユナイテッド | ミドルズブラ                 | ストーク・シティ           | ブリストル・シティ         |
| 1927-28 | エヴァートン                 | マンチェスター・シティ       | ブラッドフォード           | ミルウォール               |
| 1928-29 | ザ・ウェンズデイ             | ミドルズブラ                 | ブラッドフォード・シティ   | チャールトン               |
| 1929-30 | シェフィールド・ウェンズデイ | ブラックプール               | ポート・ヴェイル           | プリマス                   |
| 1930-31 | アーセナル                   | エヴァートン                 | チェスターフィールド       | ノッツ・カウンティ         |
| 1931-32 | エヴァートン                 | ウルヴァーハンプトン         | リンカーン・シティ         | フラム                     |
| 1932-33 | アーセナル                   | ストーク・シティ             | ハル・シティ               | ブレントフォード           |
| 1933-34 | アーセナル                   | グリムズビー・タウン         | バーンズリー               | ノリッジ・シティ           |
| 1934-35 | アーセナル                   | ブレントフォード             | ドンカスター               | チャールトン               |
| 1935-36 | サンダーランド               | マンチェスター・ユナイテッド | チェスターフィールド       | コヴェントリー・シティ     |
| 1936-37 | マンチェスター・シティ       | レスター・シティ             | ストックポート             | ルートン                   |
| 1937-38 | アーセナル                   | アストン・ヴィラ             | トレンメア                 | ミルウォール               |
| 1938-39 | エヴァートン                 | ブラックバーン               | バーンズリー               | ニューポート・カウンティ   |
| 1939-40 | 第二次世界大戦により中止     | 第二次世界大戦により中止     | 第二次世界大戦により中止   | 第二次世界大戦により中止   |
| 1940-41 | 第二次世界大戦により中止     | 第二次世界大戦により中止     | 第二次世界大戦により中止   | 第二次世界大戦により中止   |
| 1941-42 | 第二次世界大戦により中止     | 第二次世界大戦により中止     | 第二次世界大戦により中止   | 第二次世界大戦により中止   |
| 1942-43 | 第二次世界大戦により中止     | 第二次世界大戦により中止     | 第二次世界大戦により中止   | 第二次世界大戦により中止   |
| 1943-44 | 第二次世界大戦により中止     | 第二次世界大戦により中止     | 第二次世界大戦により中止   | 第二次世界大戦により中止   |
| 1944-45 | 第二次世界大戦により中止     | 第二次世界大戦により中止     | 第二次世界大戦により中止   | 第二次世界大戦により中止   |
| 1945-46 | 第二次世界大戦により中止     | 第二次世界大戦により中止     | 第二次世界大戦により中止   | 第二次世界大戦により中止   |
| 1946-47 | リヴァプール                 | マンチェスター・シティ       | ドンカスター               | カーディフ・シティ         |
| 1947-48 | アーセナル                   | バーミンガム・シティ         | リンカーン・シティ         | QPR                        |
| 1948-49 | ポーツマス                   | フラム                       | ハル・シティ               | スウォンジー・シティ       |
| 1949-50 | ポーツマス                   | トッテナム                   | トレンメア                 | ノッツ・カウンティ         |
| 1950-51 | トッテナム                   | プレストン・ノースエンド     | ロザラム・ユナイテッド     | ノッティンガム・フォレスト |
| 1951-52 | マンチェスター・ユナイテッド | シェフィールド・ウェンズデイ | リンカーン・シティ         | プリマス                   |
| 1952-53 | アーセナル                   | シェフィールド・ユナイテッド | オールダム                 | ブリストル                 |
| 1953-54 | ウルヴァーハンプトン         | レスター・シティ             | ポート・ヴェイル           | イプスウィッチ・タウン     |
| 1954-55 | チェルシー                   | バーミンガム・シティ         | バーンズリー               | ブリストル・シティ         |
| 1955-56 | マンチェスター・ユナイテッド | シェフィールド・ウェンズデイ | グリムズビー・タウン       | レイトン・オリエント       |
| 1956-57 | マンチェスター・ユナイテッド | レスター・シティ             | ダービー・カウンティ       | イプスウィッチ・タウン     |
| 1957-58 | ウルヴァーハンプトン         | ウェストハム・ユナイテッド   | スカンソープ・ユナイテッド | ブライトン&ホーヴ          |

### 1958-1992
| 年度    | ディビジョン1                | ディビジョン2                  | ディビジョン3                  | ディビジョン4                |
| ------- | ---------------------------- | ------------------------------ | ------------------------------ | ---------------------------- |
| 1958-59 | ウルヴァーハンプトン         | シェフィールド・ウェンズデイ   | プリマス                       | ポート・ヴェイル             |
| 1959-60 | バーンリー                   | アストン・ヴィラ               | サウサンプトン                 | ウォルソール                 |
| 1960-61 | トッテナム                   | イプスウィッチ・タウン         | ベリー                         | ピーターバラ・ユナイテッド   |
| 1961-62 | イプスウィッチ・タウン       | リヴァプール                   | ポーツマス                     | ミルウォール                 |
| 1962-63 | エヴァートン                 | ストーク・シティ               | ノーサンプトン                 | ブレントフォード             |
| 1963-64 | リヴァプール                 | リーズ・ユナイテッド           | コヴェントリー・シティ         | ジリンガム                   |
| 1964-65 | マンチェスター・ユナイテッド | ニューカッスル・ユナイテッド   | カーライル・ユナイテッド       | ブライトン&ホーヴ            |
| 1965-66 | リヴァプール                 | マンチェスター・シティ         | ハル・シティ                   | ドンカスター                 |
| 1966-67 | マンチェスター・ユナイテッド | コヴェントリー・シティ         | QPR                            | ストックポート               |
| 1967-68 | マンチェスター・シティ       | イプスウィッチ・タウン         | オックスフォード・ユナイテッド | ルートン                     |
| 1968-69 | リーズ・ユナイテッド         | ダービー・カウンティ           | ワトフォード                   | ドンカスター                 |
| 1969-70 | エヴァートン                 | ハダースフィールド・タウン     | レイトン・オリエント           | チェスターフィールド         |
| 1970-71 | アーセナル                   | レスター・シティ               | プレストン・ノースエンド       | ノッツ・カウンティ           |
| 1971-72 | ダービー・カウンティ         | ノリッジ・シティ               | アストン・ヴィラ               | グリムズビー・タウン         |
| 1972-73 | リヴァプール                 | バーンリー                     | ボルトン                       | サウスポート                 |
| 1973-74 | リーズ・ユナイテッド         | ミドルズブラ                   | オールダム                     | ピーターバラ・ユナイテッド   |
| 1974-75 | ダービー・カウンティ         | マンチェスター・ユナイテッド   | ブラックバーン                 | マンスフィールド             |
| 1975-76 | リヴァプール                 | サンダーランド                 | ヘレフォード・ユナイテッド     | リンカーン・シティ           |
| 1976-77 | リヴァプール                 | ウルヴァーハンプトン           | マンスフィールド               | ケンブリッジ・ユナイテッド   |
| 1977-78 | ノッティンガム・フォレスト   | ボルトン                       | レクサム                       | ワトフォード                 |
| 1978-79 | リヴァプール                 | クリスタル・パレス             | シュルーズベリー               | レディング                   |
| 1979-80 | リヴァプール                 | レスター・シティ               | グリムズビー・タウン           | ハダースフィールド・タウン   |
| 1980-81 | アストン・ヴィラ             | ウェストハム・ユナイテッド     | ロザラム・ユナイテッド         | サウスエンド・ユナイテッド   |
| 1981-82 | リヴァプール                 | ルートン                       | バーンリー                     | シェフィールド・ユナイテッド |
| 1982-83 | リヴァプール                 | QPR                            | ポーツマス                     | ウィンブルドン               |
| 1983-84 | リヴァプール                 | チェルシー                     | オックスフォード・ユナイテッド | ヨーク・シティ               |
| 1984-85 | エヴァートン                 | オックスフォード・ユナイテッド | ブラッドフォード・シティ       | チェスターフィールド         |
| 1985-86 | リヴァプール                 | ノリッジ・シティ               | レディング                     | スウィンドン・タウン         |
| 1986-87 | エヴァートン                 | ダービー・カウンティ           | ボーンマス                     | ノーサンプトン               |
| 1987-88 | リヴァプール                 | ミルウォール                   | サンダーランド                 | ウルヴァーハンプトン         |
| 1988-89 | アーセナル                   | チェルシー                     | ウルヴァーハンプトン           | ロザラム・ユナイテッド       |
| 1989-90 | リヴァプール                 | リーズ・ユナイテッド           | ブリストル                     | エクセター・シティ           |
| 1990-91 | アーセナル                   | オールダム                     | ケンブリッジ・ユナイテッド     | ダーリントン                 |
| 1991-92 | リーズ・ユナイテッド         | イプスウィッチ・タウン         | ブレントフォード               | バーンリー                   |

### 1992-現在
以下のように変更された。
| ディビジョン名 | 再編前 | 再編後 |
| -------------- | ------ | ------ |
| プレミアリーグ | -      | 第1部  |
| ディビジョン1  | 第1部  | 第2部  |
| ディビジョン2  | 第2部  | 第3部  |
| ディビジョン3  | 第3部  | 第4部  |
| ディビジョン4  | 第4部  | -      |

| 年度    | プレミア                     | ディビジョン1                | ディビジョン2                | ディビジョン3            |
| ------- | ---------------------------- | ---------------------------- | ---------------------------- | ------------------------ |
| 1992-93 | マンチェスター・ユナイテッド | ニューカッスル・ユナイテッド | ストーク・シティ             | カーディフ・シティ       |
| 1993-94 | マンチェスター・ユナイテッド | クリスタル・パレス           | レディング                   | シュルーズベリー         |
| 1994-95 | ブラックバーン               | ミドルズブラ                 | バーミンガム・シティ         | カーライル・ユナイテッド |
| 1995-96 | マンチェスター・ユナイテッド | サンダーランド               | スウィンドン・タウン         | プレストン・ノースエンド |
| 1996-97 | マンチェスター・ユナイテッド | ボルトン                     | ベリー                       | ウィガン                 |
| 1997-98 | アーセナル                   | ノッティンガム・フォレスト   | ワトフォード                 | ノッツ・カウンティ       |
| 1998-99 | マンチェスター・ユナイテッド | サンダーランド               | フラム                       | ブレントフォード         |
| 1999-00 | マンチェスター・ユナイテッド | チャールトン                 | プレストン・ノースエンド     | スウォンジー・シティ     |
| 2000-01 | マンチェスター・ユナイテッド | フラム                       | ミルウォール                 | ブライトン&ホーヴ        |
| 2001-02 | アーセナル                   | マンチェスター・シティ       | ブライトン&ホーヴ            | プリマス                 |
| 2002-03 | マンチェスター・ユナイテッド | ポーツマス                   | ウィガン                     | ラシュデン&ダイアモンズ  |
| 2003-04 | アーセナル                   | ノリッジ・シティ             | プリマス                     | ドンカスター             |
| 年度    | プレミア                     | チャンピオンシップ           | リーグ1                      | リーグ2                  |
| 2004-05 | チェルシー                   | サンダーランド               | ルートン                     | ヨーヴィル・タウン       |
| 2005-06 | チェルシー                   | レディング                   | サウスエンド・ユナイテッド   | カーライル・ユナイテッド |
| 2006-07 | マンチェスター・ユナイテッド | サンダーランド               | スカンソープ・ユナイテッド   | ウォルソール             |
| 2007-08 | マンチェスター・ユナイテッド | ウェスト・ブロムウィッチ     | スウォンジー・シティ         | MKドンズ                 |
| 2008-09 | マンチェスター・ユナイテッド | ウルヴァーハンプトン         | レスター・シティ             | ブレントフォード         |
| 2009-10 | チェルシー                   | ニューカッスル・ユナイテッド | ノリッジ・シティ             | ノッツ・カウンティ       |
| 2010-11 | マンチェスター・ユナイテッド | QPR                          | ブライトン&ホーヴ            | チェスターフィールド     |
| 2011-12 | マンチェスター・シティ       | レディング                   | チャールトン                 | スウィンドン・タウン     |
| 2012-13 | マンチェスター・ユナイテッド | カーディフ・シティ           | ドンカスター                 | ジリンガム               |
| 2013-14 | マンチェスター・シティ       | レスター・シティ             | ウルヴァーハンプトン         | チェスターフィールド     |
| 2014-15 | チェルシー                   | ボーンマス                   | ブリストル・シティ           | バートン                 |
| 2015-16 | レスター・シティ             | バーンリー                   | ウィガン                     | ノーサンプトン           |
| 2016-17 | チェルシー                   | ニューカッスル・ユナイテッド | シェフィールド・ユナイテッド | ポーツマス               |
| 2017-18 | マンチェスター・シティ       | ウルヴァーハンプトン         | ウィガン                     | アクリントン・スタンリー |
| 2018-19 | マンチェスター・シティ       | ノリッジ・シティ             | ルートン                     | リンカーン・シティ       |
| 2019-20 | リヴァプール                 | リーズ・ユナイテッド         | コヴェントリー・シティ       | スウィンドン・タウン     |
| 2020-21 | マンチェスター・シティ       | ノリッジ・シティ             | ハル・シティ                 | チェルトナム・タウン     |
| 2021-22 | マンチェスター・シティ       | フラム                       | ウィガン                     | フォレストグリーン       |
| 2022-23 | マンチェスター・シティ       | バーンリー                   | プリマス・アーガイル         | レイトン・オリエント     |

## クラブ別成績
| クラブ名                     | 優 | 準 | 優勝年度 |
| ---------------------------- | -- | -- | --- |
| マンチェスター・ユナイテッド | 20 | 17 | 1907-08,1910-11,1951-52,1955-56,1956-57,1964-65,1966-67,1992-93,1993-94,1995-96,1996-97,1998-99,1999-00,2000-01,2002-03,2006-07,2007-08,2008-09,2010-11,2012-13 |
| リヴァプール                 | 20 | 14 | 1900-01,1905-06,1921-22,1922-23,1946-47,1963-64,1965-66,1972-73,1975-76,1976-77,1978-79,1979-80,1981-82,1982-83,1983-84,1985-86,1987-88,1989-90,2019-20,2024-25 |
| アーセナル                   | 13 | 10 | 1930-31,1932-33,1933-34,1934-35,1937-38,1947-48,1952-53,1970-71,1988-89,1990-91,1997-98,2001-02,2003-04                                                         |
| エヴァートン                 | 9  | 7  | 1890-91,1914-15,1927-28,1931-32,1938-39,1962-63,1969-70,1984-85,1986-87                                                                                         |
| マンチェスター・シティ       | 9  | 6  | 1936-37,1967-68,2011-12,2013-14,2017-18,2018-19,2020-21,2021-22,2022-23                                                                                         |
| アストン・ヴィラ             | 7  | 10 | 1893-94,1895-96,1896-97,1898-99,1899-00,1909-10,1980-81 |
| サンダーランド               | 6  | 5  | 1891-92,1892-93,1894-95,1901-02,1912-13,1935-36 |
| チェルシー                   | 6  | 4  | 1954-55,2004-05,2005-06,2009-10,2014-15,2016-17 |
| ニューカッスル・ユナイテッド | 4  | 2  | 1904-05,1906-07,1908-09,1926-27 |
| シェフィールド・ウェンズデイ | 4  | 1  | 1902-03,1903-04,1928-29,1929-30 |
| ウルヴァーハンプトン         | 3  | 5  | 1953-54,1957-58,1958-59 |
| リーズ・ユナイテッド         | 3  | 5  | 1968-69,1973-74,1991-92 |
| ハダースフィールド・タウン   | 3  | 3  | 1923-24,1924-25,1925-26 |
| ブラックバーン               | 3  | 1  | 1911-12,1913-14,1994-95 |
| プレストン・ノースエンド     | 2  | 6  | 1888-89,1889-90 |
| トッテナム                   | 2  | 5  | 1950-51,1960-61 |
| ダービー・カウンティ         | 2  | 3  | 1971-72,1974-75 |
| バーンリー                   | 2  | 2  | 1920-21,1959-60 |
| ポーツマス                   | 2  | 0  | 1948-49,1949-50 |
| シェフィールド・ユナイテッド | 1  | 2  | 1897-98 |
| ウェスト・ブロムウィッチ     | 1  | 2  | 1919-20 |
| イプスウィッチ・タウン       | 1  | 2  | 1961-62 |
| ノッティンガム・フォレスト   | 1  | 2  | 1977-78 |
| レスター・シティ             | 1  | 1  | 2015-16 |
| ブリストル・シティ           | 0  | 1  | |
| オールダム                   | 0  | 1  | |
| カーディフ・シティ           | 0  | 1  | |
| チャールトン                 | 0  | 1  | |
| ブラックプール               | 0  | 1  | |
| QPR                          | 0  | 1  | |
| ワトフォード                 | 0  | 1  | |
| サウサンプトン               | 0  | 1  | |